# تاجر أسهم

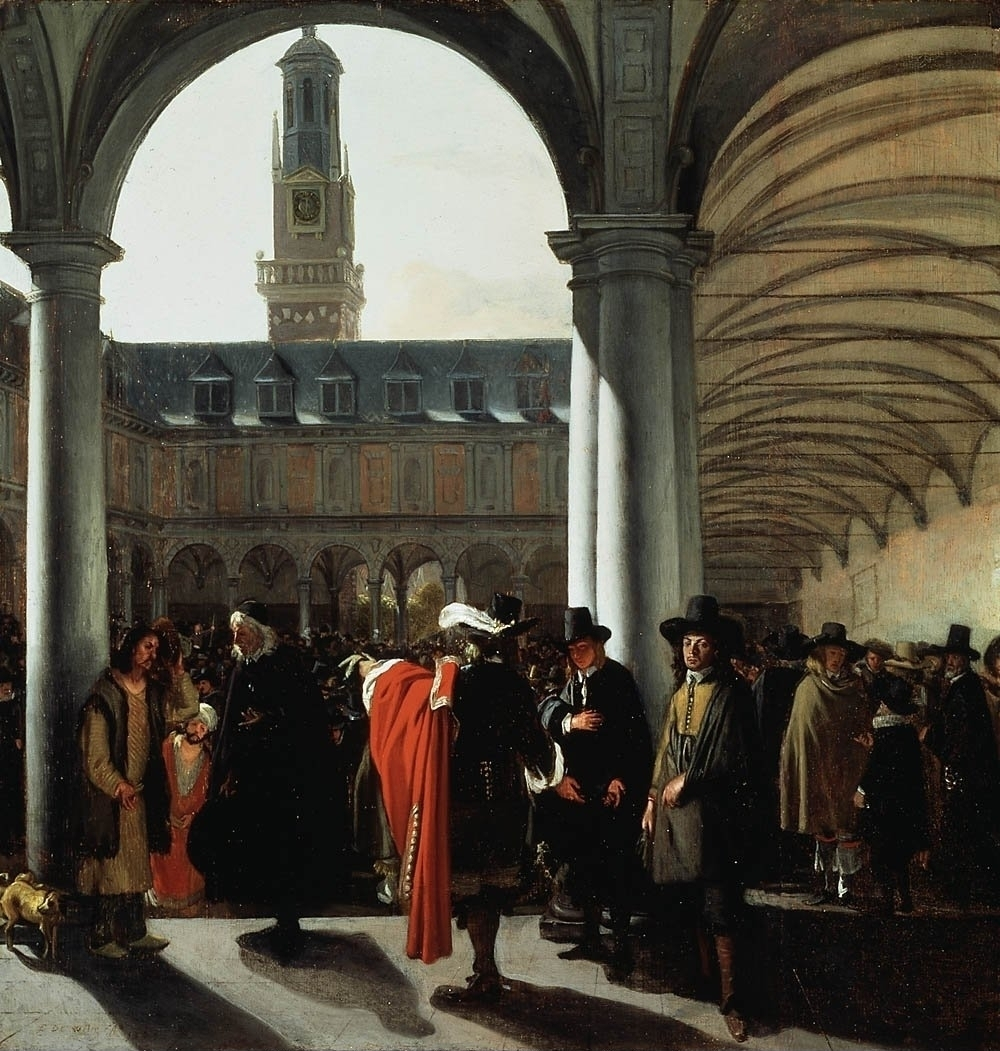

تاجر الأسهم أو تاجر الأوراق المالية هو شخص أو شركة يعمل في تداول الأوراق المالية. قد يكون تجار الأسهم وكلاء أو وسطاء أو مراجحين أو مضاربين أو سماسرة للأوراق المالية والأسهم. تجري المتاجرة بأسهم الشركات الكبرى في البورصات والمراكز المالية، أما الشركات الصغيرة فتتداول أسهمها بيعًا وشراءً خارج الأسواق المالية.
يمكن للمتداولين في البورصة أن يتداولوا على حسابهم الخاص أو ما يسمى بتداول الملكية، أو من خلال وكيل مفوض للشراء والبيع نيابة عن المالك. عادة ما تتم التجارة من خلال وكيل عبر سماسرة البورصة. تُدفع عمولات للوكلاء والسماسرة مقابل إتمامهم العمليات التجارية.
يوجد في البورصات الرئيسية صناع سوق يساعدون في الحد من تباين الأسعار (تقلبات السوق) عن طريق شراء وبيع أسهم شركة معينة نيابة عن أنفسهم أو نيابة عن عملاء آخرين.

## تجارة الأسهم كمهنة
قد يقدم تجار الأسهم المشورة للمساهمين والمساعدة في إدارة محافظهم المالية. يشارك التجار في شراء وبيع السندات والأسهم والعقود الآجلة والأسهم في المحفظات الوقائية. يجري متداولو أو تجار الأسهم أبحاثًا، ويقومون بمراقبة مستفيضة لأداء الأسواق المالية. كل ذلك يجري من خلال دراسات اقتصادية واقتصادية جزئية. أما تجار الأسهم المحترفون، فسوف يدخلون عوامل إضافية عند دراسة السوق، وتشمل هذه العوامل دراسة الاقتصاد الكلي والتعمّق بالتحليل التقني التخصصي لمتابعة أداء الشركات وأصولها. تشمل الواجبات الأخرى لتاجر الأسهم مقارنة التحليل المالي بالتنظيمات الحالية والمستقبلية لمهنته.
يُطلب من تجار الأسهم المحترفين الذين يعملون لدى شركات مالية كبرى إكمال فترة تدريب تصل إلى أربعة أشهر قبل أن يخوضوا غمار الحياة المهنية. في الولايات المتحدة على سبيل المثال، يخضع تاجر الأسهم بعد إنهاء التدريب الداخلي لامتحان سيريز 63 أو سيريز 65، الذي تديره هيئة تنظيم القطاع المالية. يُظهر تجار الأسهم الذين يجتازونه إلمامًا بالقواعد والممارسات التي تتوافق مع معايير هيئة الأوراق المالية والبورصات الأمريكية. عادة ما يحصل تجار الأسهم ذوو الخبرة على شهادة أربع سنوات في المجال المالي أو المحاسبي أو الاقتصادي بعد الترخيص. أما المناصب الإدارية أو الإشرافية فتتطلب عادة شهادة ماجستير في إدارة الأعمال لتحليل المتقدّم لسوق الأوراق المالية.
أفاد مكتب إحصاءات العمل الأمريكي  أن النمو المتوقع لتجار السلع والأسهم سيكون أكبر من 21% بين عامي 2006 و2016. سيستفيد تجار الأسهم في تلك الفترة من الاتجاهات التي تحركها المعاشات التقاعدية لمواليد فترة طفرة المواليد (بين 1946-1964)، وانخفاض اعتمادهم على الضمان الاجتماعي. وسيجري تداول سندات الخزانة الأمريكية على أساس أكثر تقلبًا. يعاني تجار الأسهم الذين يدخلون مجال العمل حديثًا، وذلك بسبب قلة فرص العمل لمنعدمي أو قليلي الخبرة. على الرغم من أن الدخول في هذا المجال الوظيفي يخضع لمنافسة كبيرة، لكن الزيادة في ملكية الأسهم والاستثمارات في صناديق الاستثمار المشتركة تؤمن نموًا وتقدمًا مهنيًا كبيرين. وفّرت البنوك أيضًا فرصًا إضافية لمتوسطي الإمكانات المادية للاستثمار والمضاربة في سوق الأسهم. ذكر مكتب إحصاءات العمل الأمريكي أن متوسط الدخل السنوي لتجار الأسهم يبلغ 68.500 دولار، أما التجار ذوو الخبرة فقادرون على كسب أكثر من 145.600 دولار سنويًا.

### المخاطر والتكاليف الإضافية
على عكس سماسرة البورصة، فهم محترفون يرتبون المعاملات بين المشترين والباعة ويحصلون على عمولة مضمونة لكل صفقة يجرونها، طريق المتداول المحترف صعبة ومليئة بالمطبات التي يتعلم مواجهتها أثناء عمله، وقد تنتهي حياته المهنية القائمة على المنافسة الشرسة في أي لحظة، خاصة خلال فترات انهيار الأسواق. تتميز عمليات التداول في سوق الأوراق المالية بمستوى عالٍ من المخاطرة وعدم اليقين والتعقيد، خاصة بالنسبة لتجار أو مستثمرين غير حكيمين وعديمي الخبرة يبحثون عن وسيلة سهلة لكسب المال بسرعة. أضف إلى ذلك أن أنشطة التداول ليست مجانية. يواجه المضاربون أو المستثمرون في البورصة عدة تكاليف مثل العمولات والضرائب والرسوم التي يتعين دفعها للوساطة والخدمات الأخرى، مثل أوامر الشراء وأوامر البيع الموضوعة في البورصة. اعتمادًا على طبيعة كل تشريع في كل وطن أو ولاية أو منطقة، هناك مجموعة كبيرة من الالتزامات المالية التي يتوجب احترامها، فتفرض الضرائب على تلك المعاملات وعلى أرباح الأسهم ومكاسب رأس المال التي تدخل ضمن نطاقها. تختلف هذه الالتزامات المالية من تشريع لآخر. من بين أسباب أخرى، هناك بعض الحالات التي تدمج فيها الضرائب بسعر السهم من خلال التشريعات المختلفة التي يتعين على الشركات الامتثال لها ضمن ولاياتها القضائية، أو حالات أخرى تكون فيها عمليات سوق الأوراق المالية معفاة من الضرائب وذلك لتعزيز النمو الاقتصادي. علاوة على هذه التكاليف، توجد تكاليف الفرصة البديلة (أو التكلفة البديلة) للمال والوقت، مخاطر العملة، المخاطر المالية، الإنترنت، خدمات وكالات البيانات والأخبار، مصاريف استهلاك الكهرباء وغيرها من التكاليف التي يجب احتسابها.

## المنهجية
يحتاج المضاربون والمستثمرون عادةً إلى وسيط مثل البنك أو شركات السمسرة للوصول إلى سوق الأوراق المالية. منذ ظهور الخدمات المصرفية عبر الإنترنت، يشيع استخدام الإنترنت لإدارة العمليات. باستخدام الإنترنت والبرامج المتخصصة وأجهزة الكمبيوتر الشخصي، يستفيد المضاربون والمستثمرون من التحليلات المالية والتقنية المتوفرة لمساعدتهم في اتخاذ القرارات. قد يستخدمون العديد من مصادر المعلومات، بعضها تقني لدرجة كبيرة. باستخدام الأسعار (النقاط) المحتسبة من التداول في اليوم السابق، يحاولون التنبؤ بأسعار البيع والشراء في جلسة التداول في اليوم الحالي. تعطي هذه الأسعار إشارة للمضاربين بالاتجاه الذي ستتخذه الأسعار اليوم، ما يدفع كل مضارب إلى تحديد كيف ومتى وأين يدخل التداولات وأين يخرج منها. هناك أداة مضافة لمنتقي الأسهم هي استخدام «فرز الأسهم». تسمح أدوات فرز الأسهم للمستخدم بإدخال معايير محددة تعطيه القدرة على استخراج مجموعة صغيرة من الأسهم من بين عشرات آلاف الأسهم، على أن تتناسب هذه المجموعة مع المتطلبات المرغوبة فتتيح إجراء مزيد من التحليل عليها. تواجه هذه الأداة انتقادات ولا يستخدمها الكثير من المضاربين المحترفين. يمتلك الكثير من المضاربين والمستثمرين المحترفين كما العاملين في المجالات المالية المختلفة شهادات أكاديمية (جامعية) في مجالات مثل الاقتصاد والتمويل والرياضيات وعلوم الكمبيوتر وغيرها من التخصصات ذات الصلة بهذه المهنة. بما أن التداول بالأسهم ليس علمًا دقيقًا، فإن أسعارها تتبع سلوكًا عشوائيًا وفوضويًا في الكثير من الأحيان، وعليه، لا يوجد تقنية أو إستراتيجية محددة ثابتة للعمل في هذا المجال.

## اختيار الأسهم

### فرضية كفاءة السوق
تستنتج هذه الفرضية أن أسعار الأسهم عادلة دائمًا، وبالتالي من المستحيل التغلب على السوق بشكل مستمر غير عشوائي. من غير المرجح أن يساعد أي قدر من التحليل المستثمر على تحقيق أي مكاسب أعلى من سوق الأوراق المالية نفسه.

### نظرية ماندلبروت الكسورية
عام 1963، قام بِينوا ماندلبروت بتحليل التغيرات في أسعار القطن في سلسلة زمنية تبدأ عام 1900. توصل ماندلبروت لنتيجتين مهمتين، لا يمكن الاعتماد على التوزيع الطبيعي للأسعار عند محاولة التنبؤ بالأسعار المنطقية، فالتغيرات بالسوق في كثير من الأحيان تكون شديدة، وتباينات الأسعار الشديدة غالبًا ما تكون مرتبطة بحجم التداول على السهم موضع الدراسة.

### التغلب على السوق، الغش والخداع
خارج الأوساط الأكاديمية، يركز الجدل الدائر حول مفهوم «توقيت السوق» بشكل أساسي على التداول اليومي الذي يقوم به المستثمرون الأفراد وفضائح تداول الصناديق المشتركة التي ارتكبها المستثمرون عام 2003. كانت التغطية الإعلامية لهذه القضايا منتشرة ومهيمنة لدرجة أن العديد من المستثمرين يرفضون اليوم اعتبار «توقيت السوق» إستراتيجية استثمار موثوقة ومقبولة. إن التداول بناء على معلومات من الداخل، والتلاعب بالحسابات والاختلاس هي عوامل تعرقل الاستثمار الفعال والعادل والشفاف، لأنها تؤسس لبيانات مالية وهمية للشركات، ما يؤدي إلى أسعار أسهم لا تعكس الواقع.